# (8566) 1996 EN
1996 إي أن (ويعرف أيضًا باسم (8566) 1996 إي أن وفق تسمية الكوكب الصغير) (بالإنجليزية: 1996 EN)‏ هو كويكب ضمن حزام الكويكبات؛ وترتيبه 8566 من حيث الاكتشاف.
اكتُشف هذا الجُرم الفلكي بواسطة تعقب الأجرام القريبة من الأرض في 15 مارس 1996.

## وصلات خارجية
- (8566) 1996 EN في قاعدة بيانات مختبر الدفع النفاث لأجرام النظام الشمسي الصغيرة

- الاكتشاف · مخطط المدار ·  العناصر المدارية · المعلمات المادية

- (8566) 1996 EN على موقع ويكي سكاي: DSS2, SDSS, GALEX, IRAS, Hydrogen α, X-Ray, Astrophoto, Sky Map, Articles and images